# Maratona aquática no Campeonato Mundial de Esportes Aquáticos de 2015 - 10 km feminino
Os 10 km da Maratona Aquática feminina é evento do Campeonato Mundial de Esportes Aquáticos de 2015 que foi realizada as 12:00 horas (horário local) do dia 28 de julho de 2015 na cidade de Cazã, na Rússia.Os dez melhores nadadores qualificados para maratona de 10 km feminina garantem vaga para os Jogos Olímpicos de 2016.

## Medalhistas
| Ouro                 | Prata                       | Bronze                  |
| Aurélie Muller (FRA) | Sharon van Rouwendaal (NED) | Ana Marcela Cunha (BRA) |

## Resultados
| Pos.              | Nadadora              | Nacionalidade  | Tempo     |
| ----------------- | --------------------- | -------------- | --------- |
| Medalha de ouro   | Aurélie Muller        | França         | 1:58:04.3 |
| Medalha de prata  | Sharon van Rouwendaal | Países Baixos  | 1:58:06.7 |
| Medalha de bronze | Ana Marcela Cunha     | Brasil         | 1:58:26.5 |
| 4                 | Rachele Bruni         | Itália         | 1:58:27.9 |
| 5                 | Anastasiya Krapyvina  | Rússia         | 1:58:28.6 |
| 6                 | Poliana Okimoto       | Brasil         | 1:58:28.8 |
| 7                 | Isabelle Härle        | Alemanha       | 1:58:30.0 |
| 8                 | Kalliopi Araouzou     | Grécia         | 1:58:30.6 |
| 9                 | Haley Anderson        | Estados Unidos | 1:58:35.9 |
| 10                | Éva Risztov           | Hungria        | 1:58:36.4 |
| 11                | Anna Olasz            | Hungria        | 1:58:40.0 |
| 12                | Samantha Arévalo      | Equador        | 1:58:46.9 |
| 13                | Chelsea Gubecka       | Austrália      | 1:58:51.3 |
| 14                | Becca Mann            | Estados Unidos | 1:58:51.9 |
| 15                | Keri-Anne Payne       | Reino Unido    | 1:58:53.6 |
| 16                | Coralie Codevelle     | França         | 1:58:53.8 |
| 17                | Cecilia Biagioli      | Argentina      | 1:58:55.7 |
| 18                | Shi Yu                | China          | 1:59:28.6 |
| 19                | Michelle Weber        | África do Sul  | 1:59:28.7 |
| 20                | Kareena Lee           | Austrália      | 1:59:32.8 |
| 21                | Erika Villaécija      | Espanha        | 1:59:33.8 |
| 22                | Aurora Ponsele        | Itália         | 1:59:33.9 |
| 23                | Angela Maurer         | Alemanha       | 1:59:35.5 |
| 24                | María Vilas           | Espanha        | 1:59:38.2 |
| 25                | Špela Perše           | Eslovênia      | 1:59:38.3 |
| 26                | Yan Siyu              | China          | 1:59:39.9 |
| 27                | Samantha Harding      | Canadá         | 1:59:47.1 |
| 28                | Yumi Kida             | Japão          | 2:00:01.8 |
| 29                | Zaira Cardenas        | México         | 2:00:07.9 |
| 30                | Alena Benešová        | Chéquia        | 2:00:12.4 |
| 31                | Montserrat Ortuño     | México         | 2:00:12.8 |
| 32                | Julia Arino           | Argentina      | 2:00:31.2 |
| 33                | Heidi Gan             | Malásia        | 2:00:34.4 |
| 34                | Jade Dusablon         | Canadá         | 2:00:35.0 |
| 35                | Danielle Huskisson    | Reino Unido    | 2:00:57.3 |
| 36                | Nataly Caldas         | Equador        | 2:01:05.8 |
| 27                | Marianna Lymperta     | Grécia         | 2:01:08.5 |
| 38                | Angelica María        | Portugal       | 2:01:40.4 |
| 39                | Paola Pérez           | Venezuela      | 2:05:31.5 |
| 40                | Anastasiia Azarova    | Rússia         | 2:05:59.4 |
| 41                | Carmen Le Roux        | África do Sul  | 2:06:37.5 |
| 42                | Liliana Hernández     | Venezuela      | 2:07:13.0 |
| 43                | Reem Kaseem           | Egito          | 2:09:22.3 |
| 44                | Fatima Flores         | El Salvador    | 2:12:38.9 |
| 45                | Charlotte Webby       | Nova Zelândia  | 2:12:41.7 |
| 46                | Toscano Cindy         | Guatemala      | 2:16:15.8 |
| 47                | Xeniya Romanchuk      | Cazaquistão    | 2:16:23.8 |
| 48                | Lok Hoi Man           | Hong Kong      | 2:20:13.2 |
| 49                | Angelica Astorga      | Costa Rica     | 2:20:39.4 |
| 50                | Mariya Ivanova        | Cazaquistão    | 2:20:44.9 |
| 51                | Kwok Cho Yiu          | Hong Kong      | 2:22:19.9 |
|                   | Alondra Castillo      | Bolívia        | OTL       |
|                   | Mariam Sakr           | Egito          | OTL       |
|                   | Nikita Prabhu         | Índia          | DNF       |
|                   | Karla Šitić           | Croácia        | DNF       |
|                   | Ressa Dewi            | Indonésia      | DNS       |
|                   | Ellen Olsson          | Suécia         | DNS       |

Legenda
| Recorde mundial       | Recorde mundial (World record)               |                       | Recorde africano                      | Recorde africano (African) |                                           | Q | Classificado por posição (Qualified) |
| Recorde do campeonato | Recorde do campeonato (Championship record)  | Recorde da América    | Recorde da América (Americas)         | q                          | Classificado por melhor tempo (Qualified) |   |                                      |
| Melhor marca do ano   | Melhor marca do ano (World leading)          | Recorde asiático      | Recorde asiático (Asian)              | DNS                        | Não largou (Did not start)                |   |                                      |
| Recorde nacional      | Recorde nacional (National record)           | Recorde europeu       | Recorde europeu (European)            | DNF                        | Não terminou (Did not finish)             |   |                                      |
| Recorde pessoal       | Recorde pessoal do atleta (Personal best)    | Recorde da Oceania    | Recorde da Oceania (Oceania)          | DSQ / DQ                   | Desclassificado (Disqualified)            |   |                                      |
| Recorde da temporada  | Recorde da temporada do atleta (Season best) | Recorde sul-americano | Recorde sul-americano (South America) | NM                         | Sem marca (No mark)                       |   |                                      |